# ناو کلاس کارلسرا
کروزر کلاس کارلسرا (به انگلیسی: Karlsruhe-class cruiser) یک کلاس از کشتی است که طول آن ۱۴۲٫۲ متر (۴۶۶ فوت ۶ اینچ) می‌باشد.